# Christian Vuissa
Christian Vuissa (* 1969 in Bregenz) ist ein österreichischer Filmproduzent, Drehbuchautor und Filmregisseur. Er war auch der Gründer des Mormonischen HLT-Filmfestivals, das er selbst bis 2017 leitete.

## Leben
Vuissa war von 1994 bis 1996 auf einer HLT-Mission in Leipzig. Nach seinem Abschluss 2002 des Media Arts-Programms der Brigham Young University wurde er Produzent von Filmen, die meist ein religiöses und auch humanistisches Thema beinhalteten. Sein Debüt hatte er 2002 mit dem Filmdrama Roots & Wings, das von mexikanischen Einwanderer in die USA handelt und bei dem er auch das Drehbuch geschrieben hat und Regie führte. Zu seinen bekanntesten Werken zählen The Errand of Angels, Joseph Smith: Plates of Gold und Stille Nacht.

## Filmografie

### Produzent, Regisseur und Drehbuchautor
- 2002: Roots & Wings
- 2004: Baptists at Our Barbecue
- 2004: Unfolding
- 2006: The Letter Writer
- 2008: The Errand of Angels
- 2008: The Reunion
- 2009: Father in Israel
- 2011: Joseph Smith: Plates of Gold
- 2011: Ein Brief für Dich
- 2012: Stille Nacht

### Nur Produzent
- 2006: Pirates of the Great Salt Lake
- 2007: Wrinkles
- 2007: Repressed Melodies
- 2008: Through the Valley
- 2008: Crossroads
- 2008: One Lucky Boy
- 2010: I Love You Bernie Summersby
- 2010: Farewell to Brotherhood
- 2012: Orangen zu Weihnachten